# خافي نافارو
فرانسيسكو خافيير فيسنتي نافارو (بالإسبانية: Javi Navarro)‏، من مواليد 6 فبراير 1974 في فالنسيا في إسبانيا، لاعب كرة قدم إسباني.
بدأ مسيرته الكروية مع نادي فالنسيا في موسم 1993/1994، ولعب معهم 4 مباريات، وفي موسم 1994/1995 انتقل إلى نادي لوغرونس، ولعب معهم 15 مباراة، وفي عام 1995 انتقل إلى نادي فالنسيا، ولعب معهم حتى عام 2000، وشارك معهم في 37 مباراة، وفي موسم 2000/2001 انتقل إلى نادي إلتشه، ومنذ عام 2001 وهو يلعب مع نادي إشبيلية.
و قد بدأ باللعب مع منتخب إسبانيا لكرة القدم في عام 2006.

## روابط خارجية
- خافي نافارو على موقع الاتحاد الدولي (مؤرشف)  (الإنجليزية)
- خافي نافارو على موقع الاتحاد الأوربي (الإنجليزية)
- خافي نافارو على موقع قاعدة بيانات كرة القدم.إي يو (الإنجليزية)
- خافي نافارو على موقع ناشيونال فوتبول تيمز (الإنجليزية)
- خافي نافارو على موقع كووورة
- خافي نافارو على موقع أوليمبيديا (الإنجليزية)